# Port naturel

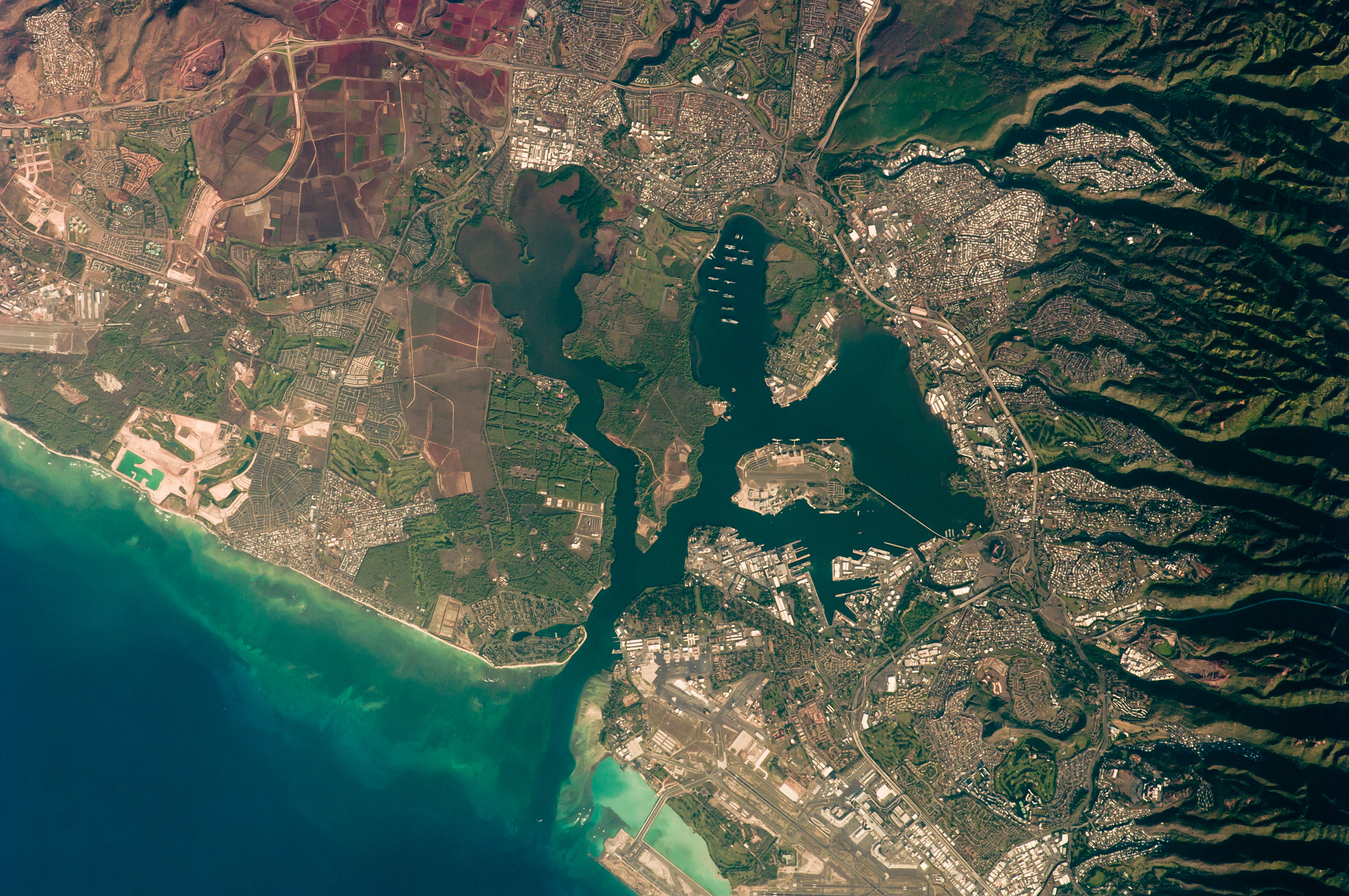
Image satellite de Pearl Harbor, une baie d'Oahu à Hawaï constituant un port naturel en partie artificialisé.

Un port naturel est une échancrure dans un littoral comme une anse, une baie, un estuaire, un fjord, etc. permettant d'y faire accoster et d'y abriter des embarcations. Le tirant d'eau et les dimensions du port naturel permettant les manœuvres (accostage, retournement, etc.) détermineront le gabarit des embarcations pouvant l'utiliser.
Un port naturel peut être partiellement ou totalement artificialisé par la suite ; il s'oppose aux ports construits ex nihilo, que ce soit par la création de darse par dragage et excavation du littoral ou par édification de digues et de jetées en avant de celui-ci.

## Quelques exemples de ports naturels

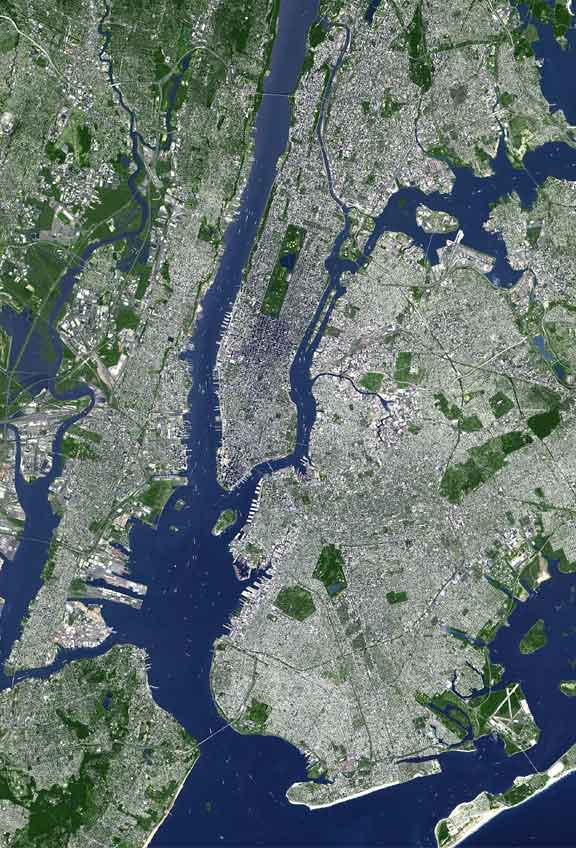
New York, États-Unis
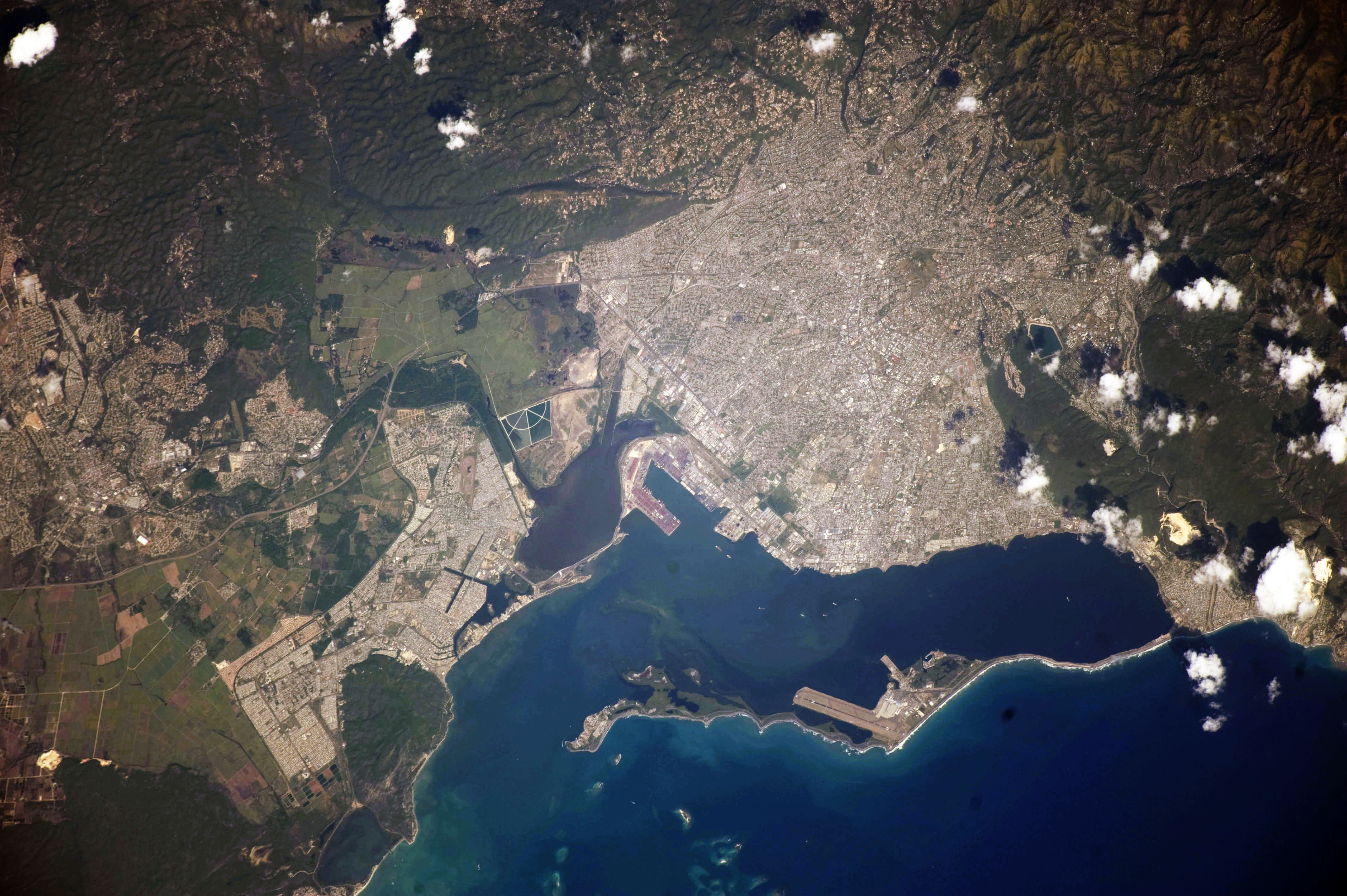
Kingston, Jamaïque
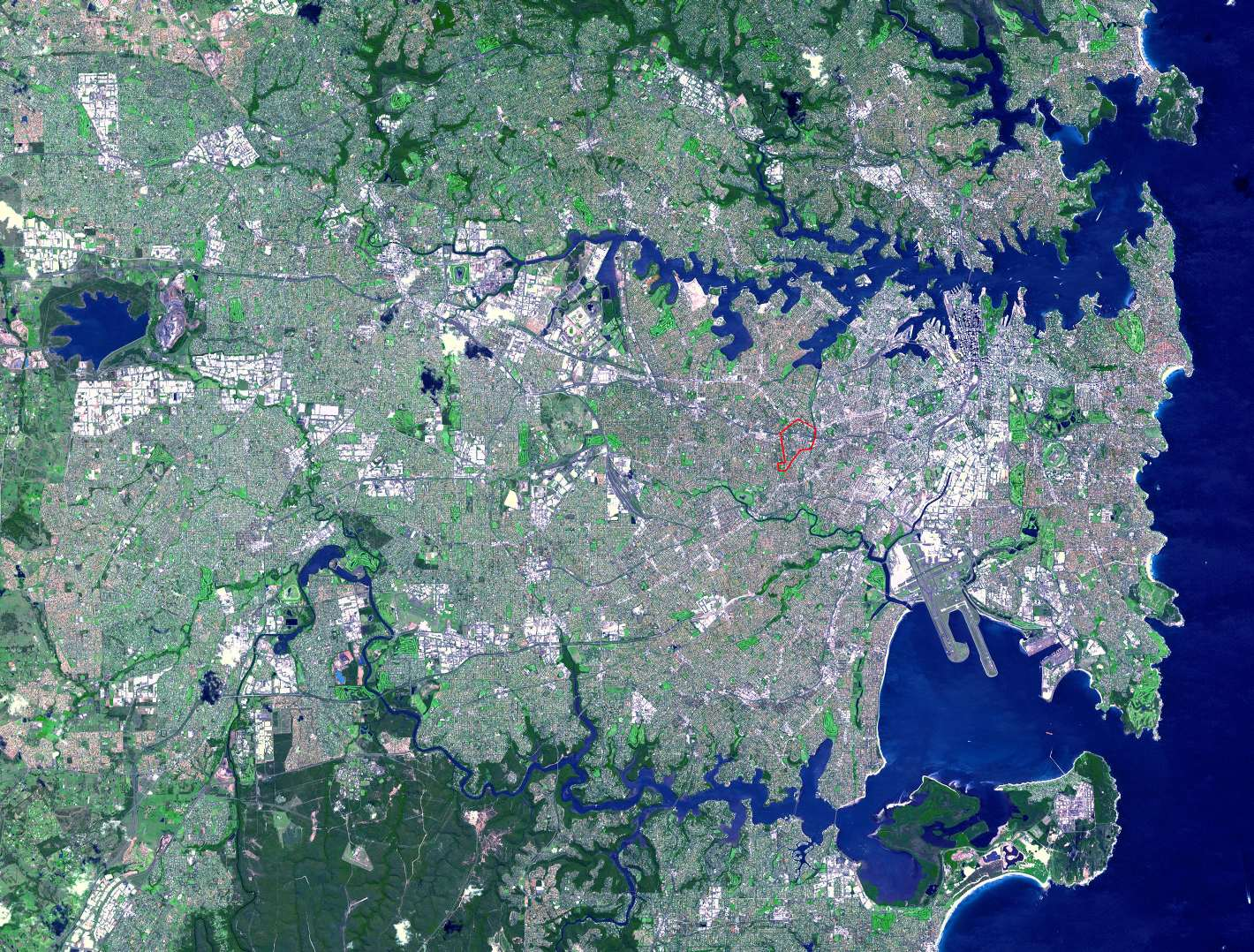
Sydney, Australie
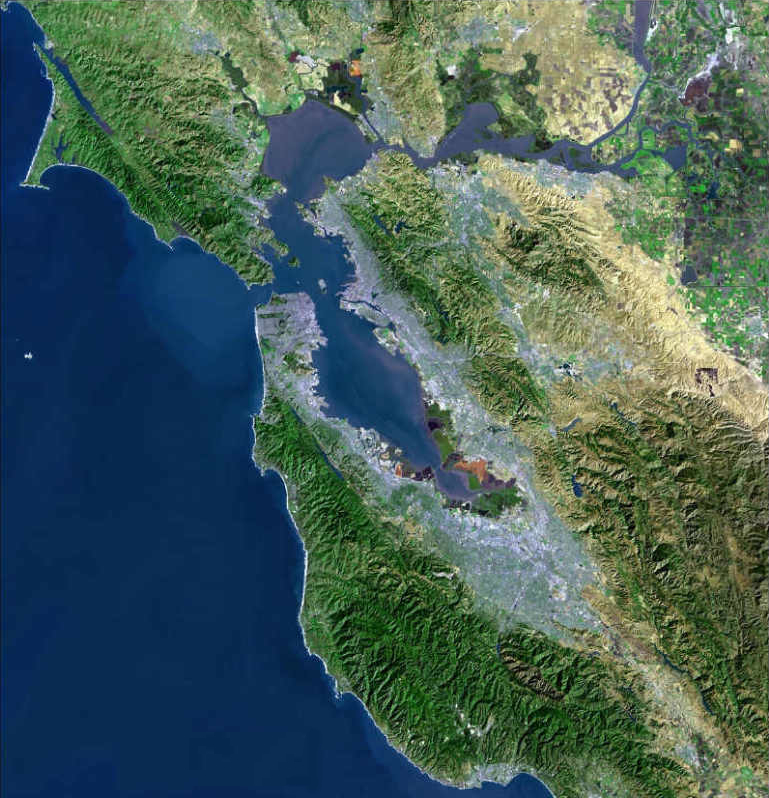
San Francisco, États-Unis
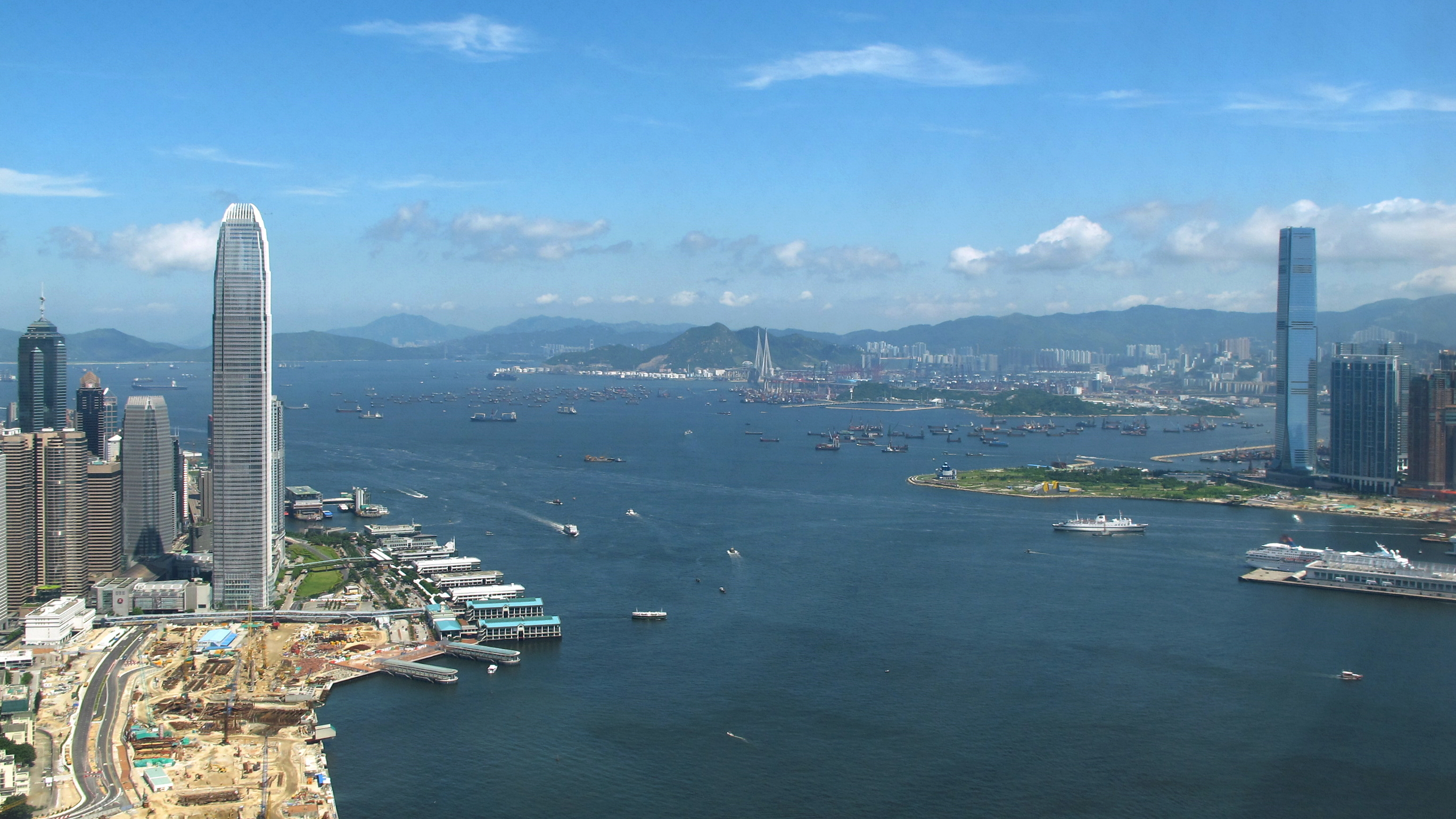
Victoria Harbour (Hong Kong), Chine
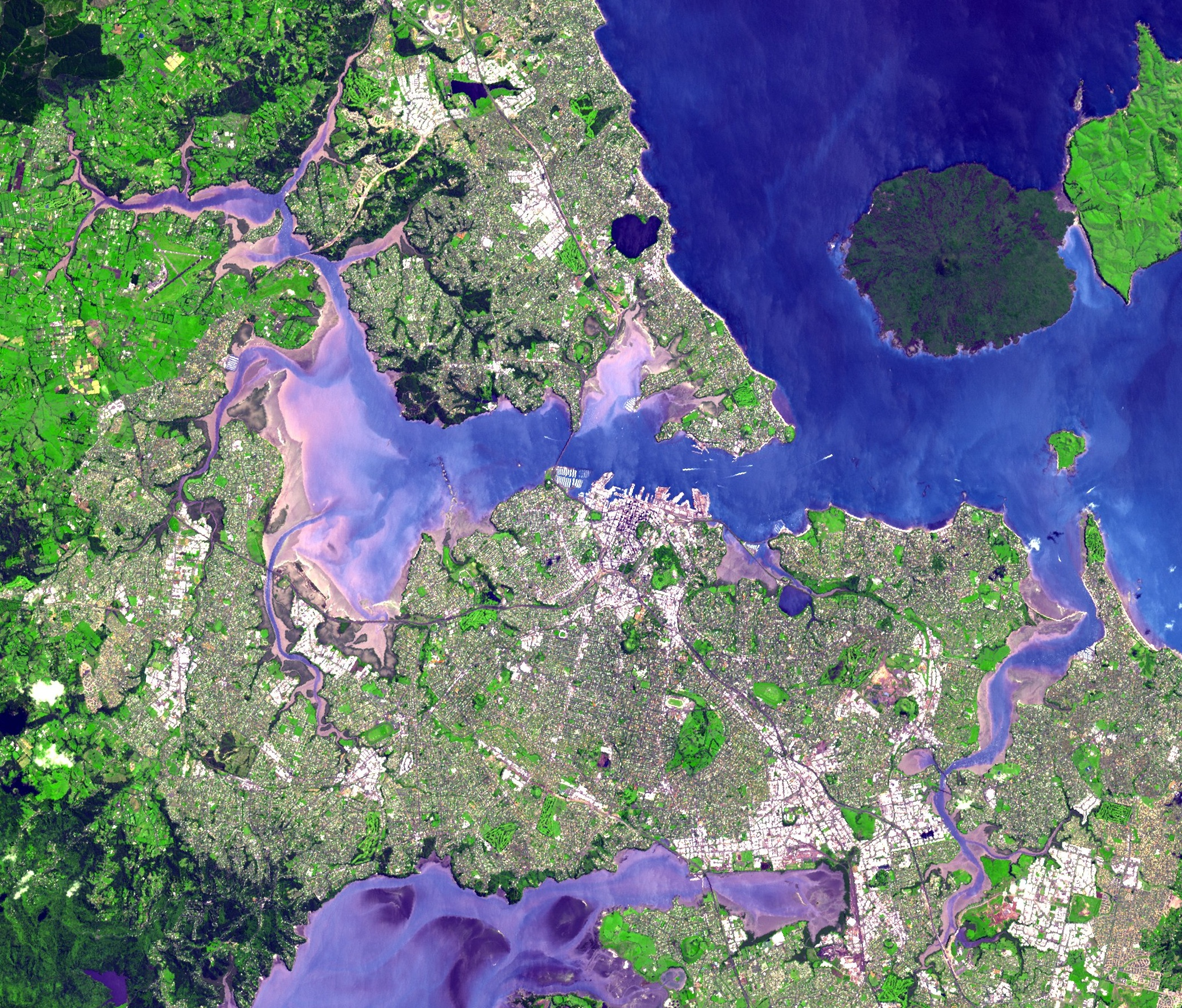
Waitemata Harbour (Auckland), Nouvelle-Zélande